# Sant Marc de Viladomiu Vell
Sant Marc de Viladomiu Vell és l'església de la colònia tèxtil Viladomiu Vell, al municipi de Gironella, inclosa en l'inventari del Patrimoni Arquitectònic de Catalunya.

## Descripció

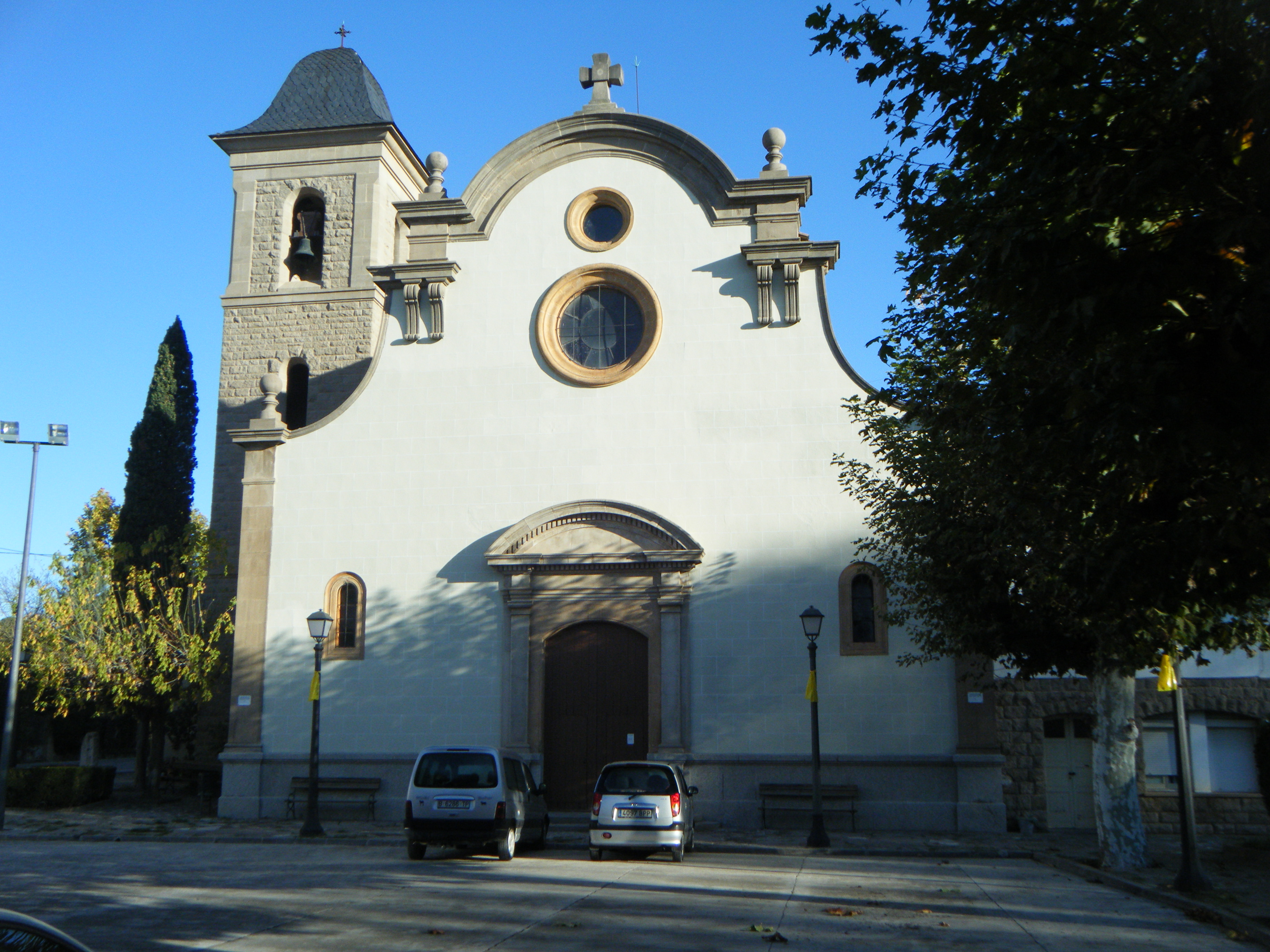
Façana de l'Església

Església de planta basilical de tres naus amb el cor als peus del recinte. Està coberta amb volta de creueria de tres trams. La nau central és molt més alta que les laterals, il·luminant més a l'edifici, de la mateixa manera que el rosetó de la façana i els finestrals del presbiteri. A ponent fou bastit el campanar, i a la nau lateral de ponent, el baptisteri. La façana respon a una tipologia barroca que té com a model la capella de la ciutadella, del segle xviii, obra d'Alexandre de Retz. L'interior és també força barroc, combinant daurats a les pilastres de capitells compostos, frontons triangulars i semicirculars, etc. La façana és força clàssica, amb els carreus perfectament escairats deixats a la vista, entrada d'arc escarser amb un frontó fictici semicircular de pedra vista. A la part superior hi ha dos òculs i com a remat de l'edifici, formes ondulants còncaves i convexes a manera de frontó. La coberta és a dues aigües de pissarra.

## Història

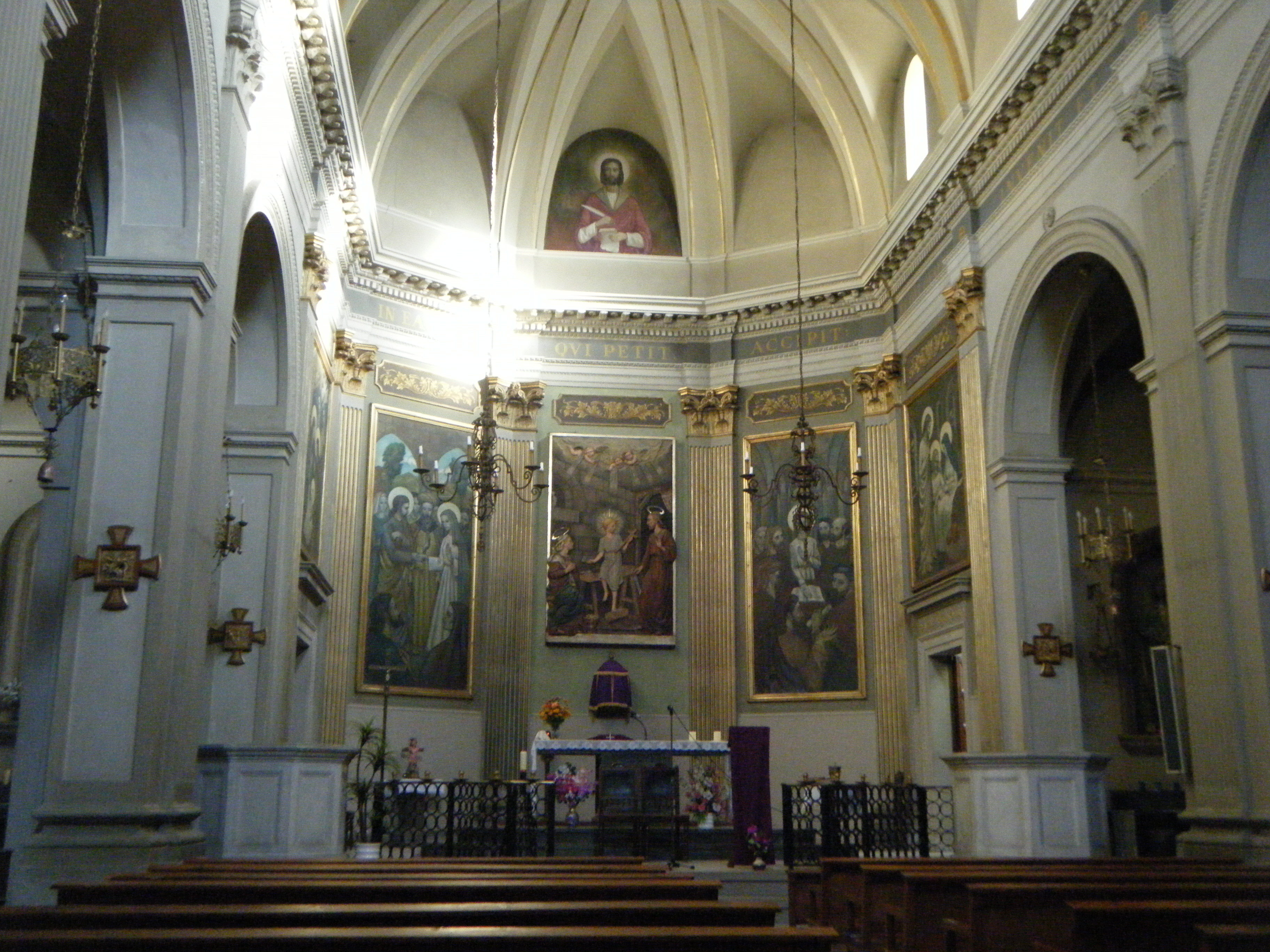
Interior de l'Església de Viladomiu Vell

L'industrial Tomàs Viladomiu i Bertran va iniciar la fundació d'una colònia al lloc anomenat la plana de Sant Marc el 1868, amb l'adquisició de la finca i l'inici de les obres per construir la resclosa i el canal. La fàbrica es va posar en funcionament el 1871. Entre aquesta data i el 1887 va anar construint els dos carrers d'habitatges per als obrers, els serveis necessaris, la Torre de l'Amo, i l'església.
Tot i que des del 1877 a la colònia hi havia un oratori, situat en un dels baixos dels carrer de Cal Peu-Curt, l'any 1883 es van començar les obres de construcció de la nova església, que es van encomanar al mestre d'obres Valentí Canudes, de Casserres. L'església es va inaugurar el 1885, i amb categoria de parròquia. Des de llavors i almenys fins al tancament de la fàbrica, la colònia sempre ha tingut un capellà propi.
Adossades a l'església, el mateix any, es varen construir les escoles dels nens i de les nenes.